# Stephanolepis
Stephanolepis – rodzaj morskich ryb rozdymkokształtnych z rodziny jednorożkowatych.

## Klasyfikacja
Gatunki zaliczane do tego rodzaju:

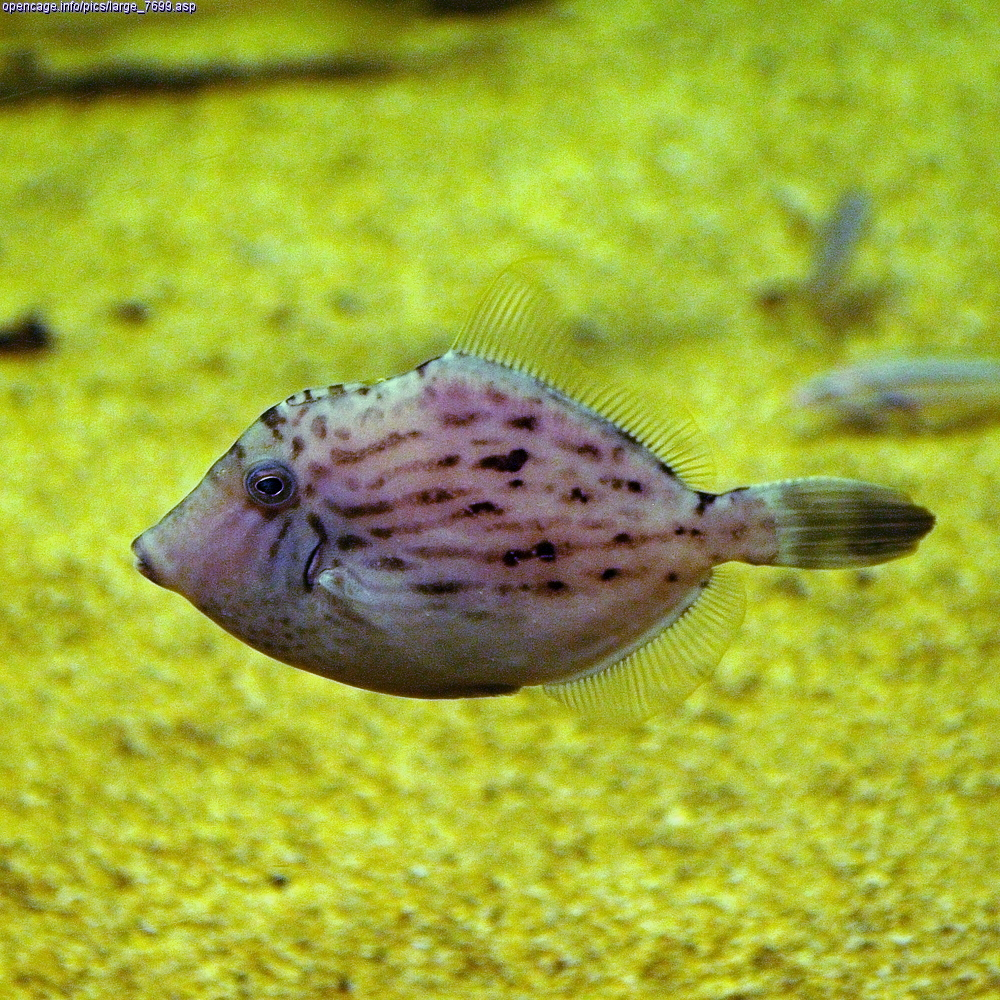
Stephanolepis auratus
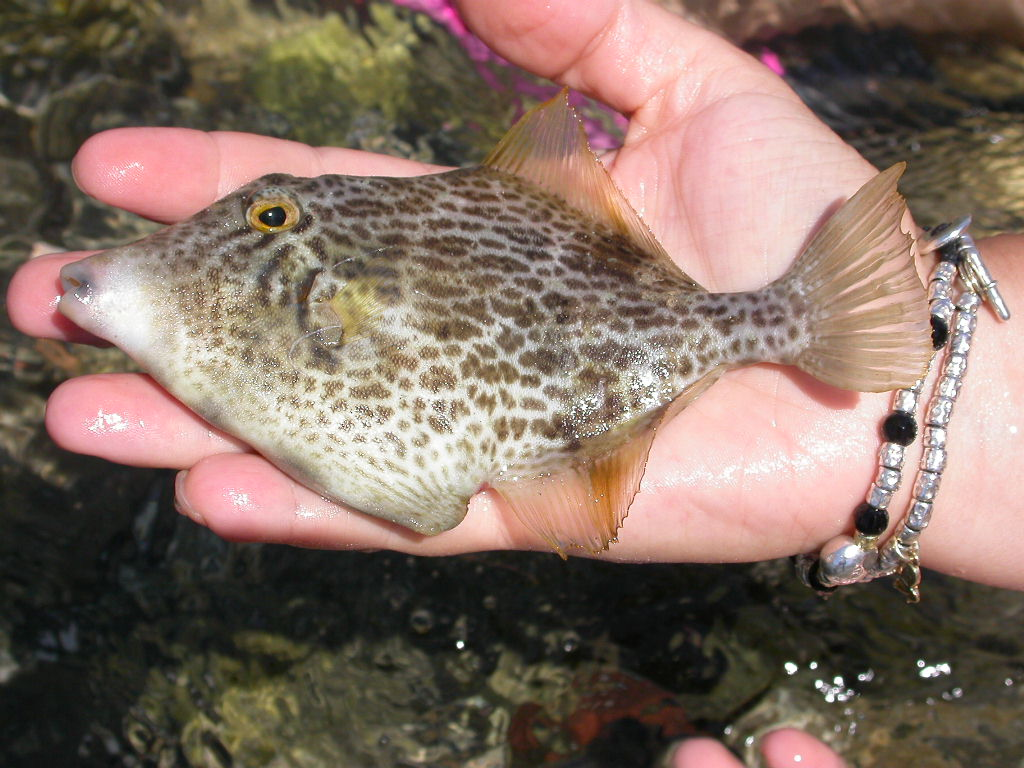
Stephanolepis cirrhifer
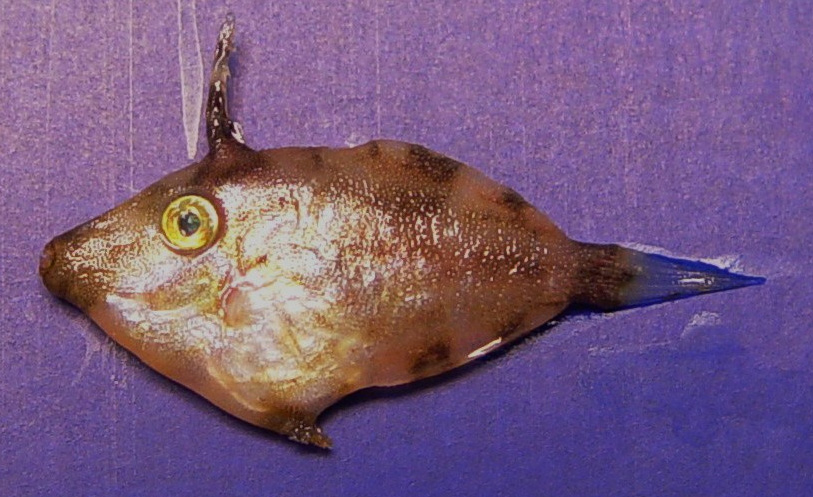
Stephanolepis diaspros
- Stephanolepis hispidus
- Stephanolepis setifer

- Stephanolepis cirrhifer
- Stephanolepis diaspros
- Stephanolepis setifer